# Хазарский миф (конспирология)
Хазарский миф — антисемитская теория заговора о тайной власти евреев, которые ассоциируются с древней Хазарией, часто включает в себя устаревшую историческую гипотезу о том, что евреи-ашкеназы являются потомками хазар.

## «Идентичное христианство»
Различные варианты гипотезы использовало «идентичное христианство». Это движение, сформировавшееся с 1940-х по 1970-е годы, имело свои корни в британском израилизме. К 1960-м годам хазарско-ашкеназская гипотеза стала своего рода символом веры движения. «Идентичное христианство» связывает с хазарами два стиха из Нового Завета, Откровение 2:9 и 3:9. Религиовед Джеффри Каплан называет эти два отрывка краеугольным камнем теологии «идентичного христианства». Он также отмечает, что литература «идентичного христианства» содержит выборочные ссылки на Вавилонский Талмуд, в то время как работы неофашиста Фрэнсиса Паркера Йоки и писателя Артура Кестлера наделены статусом близким к Священному писанию. Стремясь сделать из США «расово чистое», государство, «идентичные христиане» выражают недоверие Конгрессу или правительству США, которые, по их мнению, контролируются евреями.

## Национализм и неоязычество
Теория присутствует в России и на Украине в радикально-националистической среде, включая славянское неоязычество. Утверждается, что существует многовековое «хазарское иго» над Русью, а современные евреи являются генетическими и культурными наследниками евреев Хазарского каганата (устаревшая гипотеза хазарского происхождения евреев-ашкеназов), тайно правящими Россией или Украиной («Новая Хазария»). Идея построена на летописных сведениях о дани, которую платила хазарам часть восточнославянских племён, о победе над Хазарией князя Святослава и об иудейском вероисповедании части населения Хазарии. Сторонники идеи считают, что власть над славянами осуществляли именно евреи. Вначале «хазары» пытались покорить Русь военной силой, но, потерпев неудачу, будучи разгромленными Святославом, они решили отомстить (мотив «хазарской мести») и избрали другой метод установления контроля — духовно-идеологический. Для этого они с помощью своего агента князя Владимира (мать которого якобы была еврейкой-«хазаркой») принесли на Русь христианство, призванное обратить свободолюбивых «арийцев-русичей» в «рабов Божьих», отнять у них древнюю историю, религию и культуру и своими идеями милосердия и прощения сломить их волю к расовой борьбе. Деятельность Хазарии приводится как пример агрессивной захватнической природы «еврейской расы», культуры и религии. «Хазарское иго» сторонниками идеи рассматривается как локальный (российский и украинский) вариант всемирного еврейского господства и борьбы «арийцев» и «семитов». Утверждается, что евреи («хазары») имеют особый интерес к контролю над Россией или стремятся к её уничтожению, поскольку Россия является важнейшим оплотом их «культурно-расовых врагов» — «арийцев». Восточноевропейские евреи рассматриваются как потомки именно хазарских евреев и наследники их экспансионизма. В работах сторонников хазарского мифа могут содержаться призывы к борьбе с современными «хазарами» (то есть евреями) и их властью.
Одним из первых, кто придал хазарскому сюжету, до этого бывшему достоянием только академической науки, характер антисемитского мифа, был Александр Нечволодов, военный и автор работ антисемитской направленности. Он написал четырёхтомные выдержанные в патриотическом духе «Сказания о Русской земле», которые вышли в свет впервые в 1909 году и затем не раз по указанию императора Николая II переиздавались вплоть до революции. Это произведение использовалось и как учебное пособие. Нечволодов писал о 200-летнем иге «торговцев-жидов» над Русью, надолго задержавшем развитие страны.
Литературовед Вадим Кожинов утверждал, что «хазарское иго» было более опасно для Руси, чем татарское:90. Хазары представлялись постоянной опасностью для Руси. В 1970-е годы возникла неоязыческая идея о «хазарском» (еврейском) происхождении и подрывной деятельности князя Владимира. После Перестройки и исчезновения цензуры хазарский миф получил большое распространение и включил в себя идею, что российская или украинская власть является «Новой Хазарией» (в 1998 году об этом писал Александр Проханов). После распада Советского Союза эта идея сохранила свою роль в российском антисемитизме. Современные российские антисемиты продолжают продвигать хазарский миф. Работы Гумилёва и его последователей остаются популярными в России. Термины «хазары» и «этническая химера» стали популярными среди русских антисемитов.
Важным символом сторонников хазарского мифа и одним из символов право-радикальных движений в России и на Украине в целом стала фигура князя Святослава. С 2002 года в Москве отмечаются «Дни памяти Святослава» — победы князя над иудейской Хазарией. Вначале победа праздновалась 20 апреля, в день рождения Гитлера, позднее была перенесена на 3 июля. Заведующая кафедрой Военной академии генштаба ВС РФ Татьяна Грачёва в книге «Невидимая Хазария» проводила мысль, что современная антироссийская «мировая закулиса» — это потомки побежденных князем Святославом хазар, которые пытаются взять реванш за поражение X века.
В неоязыческой книге В. А. Истархова «Удар русских богов» утверждается, что двинувшись на Сталинград, Адольф Гитлер стремился уничтожить «древнюю столицу еврейского каганата Итиль», находившуюся на месте Сталинграда. Сталин с еврейским именем Иосиф не случайно назвал этот город своим именем. «Гитлер поставил себе задачу повторить подвиг Святослава и раздавить старинное жидовское гнездо Итиль — Сталинград». По мнению автора, во Второй мировой войне победила «мировая жидомасонская мафия и их оккультные хозяева», однако «Свастика ещё не раз поднимется и воссияет над землей».
Одной из центральных является неоязыческая идея о еврейско-хазарском происхождении князя Владимира Святославича, из-за которого он и ввёл христианство, орудие порабощения «арийцев» евреями. Историк и религиовед Р. В. Шиженский выделяет неоязыческий миф о Владимире и характеризует его как один из наиболее «одиозных» неоязыческих исторических мифов и один из основных по мировоззренческой значимости русских неоязыческих мифов. Автором данного мифа является один из основателей русского неоязычества Валерий Емельянов, который изложил его в своей книге «Десионизация» (1970-е годы). Владимир был сыном князя Святослава от Малуши, ключницы его матери княгини Ольги. Емельянов заявил, что имя Малуша — производное от еврейского имени Малка. Он утверждал, что отцом Малуши был «равв» — раввин, также носивший еврейское имя Малк. «Нестеровская цензура» христианского периода, проведённая в отношении существовавших, по мнению Емельянова, дохристианских летописей, исказила «раввинич» применительно к Владимиру на «робичич» (сын рабыни — Малуши). Шиженский отмечает, что неоязыческий миф о Владимире противоречит научным работам по данному вопросу и совокупности исторических источников.
После смены власти на Украине 2014 года, интерпретированной многими праворадикальными деятелями как «приход к власти евреев», часть сторонников хазарского мифа стала утверждать, что «Новая Хазария» возникла на Украине, тогда как пророссийские политические силы, участвующие в конфликте с Украиной, изображаются преемниками князя Святослава.
Вероятность зависимости традиционного восточнославянского антииудаизма от «воспоминаний» о владычестве над славянами хазар крайне мала. Связь лексем «хазары» и «евреи» в христианской литературе средневековой Руси является очень расплывчатой.

## Неоевразийство и другие течения
В неоевразийстве, движении последователей Гумилёва, распространена идея, что на стыке несовместимых «еврейского» и «евразийского суперэтносов» рождается разрушительная «хазарская химера», которая губит современную Россию, что является лишь частью планов евреев, направленных на достижение мирового господства. Хазарский миф имеет и православную форму, отличающуюся тем, что из концепции исключается идея губительности христианства. Например, митрополит Иоанн (Снычёв) писал, что два тысячелетия иудеи ведут войну против Христианской церкви, важной вехой которой является противостояние «хазаров» с Русью. Отрицательно относятся к Хазарии многие российские политические движения. Хазарский миф был заимствован отдельными российскими коммунистами (например, его элементы присутствуют в некоторых работах Геннадия Зюганова).

## Культы
Хазарский миф присутствовал в учении Аум синрикё, японского культа конца света. Культ был активен в Японии и России, имея около 10 000 и 30 000 последователей соответственно. В «Руководстве страха» этого культа использовались «Протоколы сионских мудрецов» и другие антисемитские материалы. В этом сочинении утверждалось, что евреи на самом деле являются хазарами, стремящимися к мировому господству. Хазарский миф также стал частью теософского богословия Вознесённых Владык. Утверждается, что инопланетянин Хатонн передавал людям различные сообщения, включая полный текст «Протоколов сионских мудрецов». Согласно учению, инопланетянин сообщил, что авторами «Протоколов» являются хазары, а ложные евреи-сионисты контролируют истинных евреев.

## В советской историографии
В академическую историографию хазарский миф проник с 1951 года, когда работы специалиста по истории Хазарии Михаила Артамонова подверглись санкционированной сверху критике. Результатом этого стал «антихазаризм» официальной науки в СССР, в острой фазе продолжавшийся приблизительно десятилетие. Он не содержал в себе идею заговора, но изображал Хазарский каганат мелким «паразитическим государством», чьё влияние на славян было минимальным и при этом исключительно негативным. Критика Артамонова способствовала карьерному росту историка Бориса Рыбакова, в то время как Артамонову пришлось публично покаяться в своих «ошибках» и добавить в свою книгу о хазарах некоторые антиеврейские пассажи. В развитии хазарского мифа в дальнейшем принимал участие Лев Гумилёв («Древняя Русь и Великая степь»), писавший о паразитических «народах-химерах», продуктах контакта «несовместимых этносов». Гумилёв считал губительной деятельность евреев в Хазарии, насильственно создавших такую «химеру». В условиях советской цензуры хазарский миф использовался как комплекс эвфемизмов для «обличения» евреев.

## В произведениях искусства

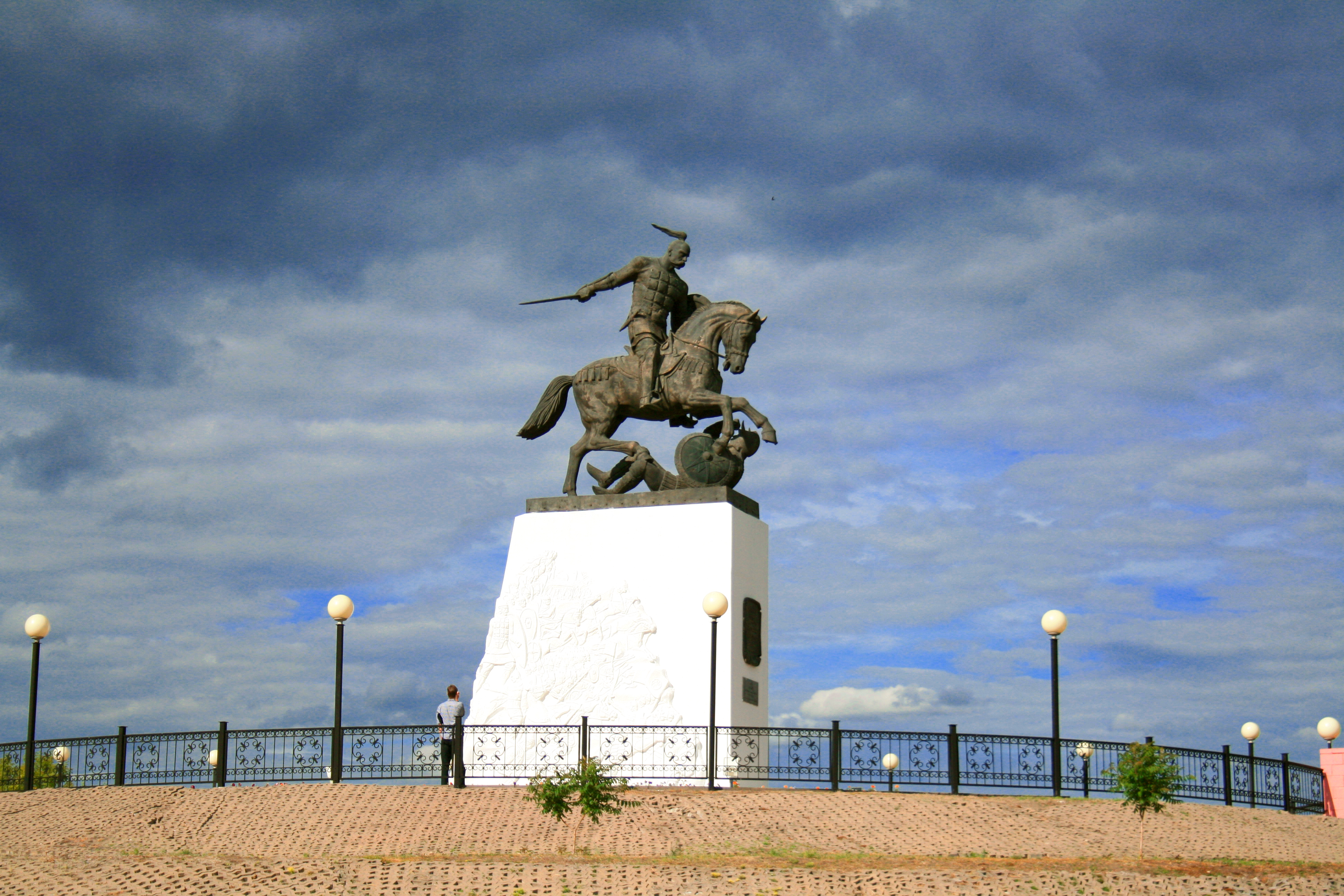
Памятник князю Святославу в Холках (2005) работы Вячеслава Клыкова

Хазарский миф отражён в ряде произведений, включая популярный в советское время роман «Русь изначальная» (1961) Валентина Иванова.
В беллетристике миф о еврейско-хазарском происхождении князя Владимире отражён, в частности, в романе неоязыческого писателя Сергея Алексеева «Аз Бога ведаю!» (1999). Согласно произведению, мать Владимира Малуша была безродной рабыней хазар, которую отбил у последних князь Игорь. Это внедрение хазарского элемента в окружение русских князей было спланировано заранее и осуществлено хазарско-иудейской верхушкой Хазарского каганата. Алексеев изобразил Владимира алчным эгоистом, ростовщиком, мечтающем о мировом еврейском господстве.
С идеями хазарского мифа связан памятник князю Святославу (2005) работы скульптора Вячеслава Клыкова: на щите поверженного хазарского воина изображена звезда Давида, на щите князя — неоязыческий и неонацистский символ «коловрат» (восьмиконечная свастика). Композиция в целом является отсылкой к изображению Георгия Победоносца, который побеждает змея-Сатану. Установка памятника была привязана к «Дню победы Святослава над иудейской Хазарией». Предполагалось, что он станет местом собраний сторонников «борьбы с хазарами», но памятник был установлен в отдалённой местности, в селе Холки Белгородской области. Другой памятник Святославу работы Клыкова установлен в Запорожье (2005). Ряд памятников этому князю установлены в других регионах или предлагаются к установке.
В романе Дмитрия Быкова «ЖД» (2006) историю России определяют две силы, два народа и два типа людей, метафорично названные «варяги» и «хазары». Они наделены сильной волей и стремлением к активным действиям. Собственно славянское население по книге отличается пассивностью и особым отношением к природе, земле, которая их кормит как своих детей, без особого труда с их стороны. Они не в силах сопротивляться захватчикам и лишь призывают править ими то варягов, то хазар, страдая, однако, от любой власти.